# Hippopodina ambita
Hippopodina ambita is een mosdiertjessoort uit de familie van de Hippopodinidae. De wetenschappelijke naam van de soort is, als Cosciniopsis ambita, voor het eerst geldig gepubliceerd in 1974 door Hayward.